# Pulčín – Hradisko
Pulčín – Hradisko je národní přírodní rezervace v okrese Vsetín ve Zlínském kraji v pohoří Javorníky, vyhlášená v roce 1989. Chráněné území o rozloze 72,73 ha se nachází v katastru Pulčína, místní části obce Francova Lhota. Jako chráněný přírodní výtvor Pulčínské skály byla část této lokality poprvé vyhlášena ministerstvem školství a kultury ČSR 20. listopadu 1966. Rezervaci spravuje Agentura ochrany přírody a krajiny ČR – RP SCHKO Beskydy.

## Důvod ochrany
Důvodem ochrany je výskyt význačných skalních tvarů a lesních společenstev přirozené druhové skladby. NPR Pulčín – Hradisko je zároveň součástí evropsky významné lokality Beskydy v rámci projektu Natura 2000.

### Geologie a geomorfologie
Na území se nacházejí ojedinělé výchozy třetihorních (paleogenních) hrubě zrnitých pískovců a drobnozrnných slepenců luhačovických vrstev (střední eocén) zlínského souvrství račanské jednotky magurského flyše, vypreparované kvartérní denudací (vodní a větrná eroze).  Rezervace je bohatým komplexem skalních tvarů. Zdejší skalní stěny, kamenné bloky, skalní město, suché kaňony a tzv. pseudokrasové jeskyně jsou unikátní nejen v rámci CHKO Beskydy, ale i v rámci pískovců celé karpatské horské soustavy. Z větších seskupení pískovcových skal lze jmenovat Zámčisko na jižním okraji rezervace, Pět kostelů na západě a skalní město Izby v centrální části na vrcholu Hradisko (773 m n. m.). Vrcholovou část Hradiska tvoří pískovcová plošina, dlouhá 150 m a široká 80 m. Plošina je rozčleněna puklinami, jejichž rozšiřováním vznikají protažené deprese, závrtové sníženiny a izolované skalní věže. Plošina je omezena mrazovými sruby a denudačními svahy.

### Flóra a fauna
Hlavními dřevinami chráněného území jsou buk lesní (Fagus sylvatica) a jedle bělokorá (Abies alba), místy se v jednotlivých exemplářích vyskytuje dub (Quercus) a jasan (Fraxinus). Bukové porosty dosahují stáří až 170 let a mají prakticky původní druhové složení. Na skalních blocích přežívá pouze borovice lesní (Pinus sylvestris) a jeřáb ptačí (Sorbus aucuparia). Z hlediska ochrany je obzvláště cenný výskyt různých druhů mechorostů a lišejníků.
Podle soudobých průzkumů se na území NPR Pulčín – Hradisko vyskytuje 105 druhů obratlovců. Z třídy ptáků zde hnízdí vzácný strakapoud bělohřbetý (Dendrocopos leucotos), dále v rezervaci žije například lejsek malý (Ficedula parva), krutihlav obecný (Jynx torquilla), jeřábek lesní (Tetrastes bonasia) nebo holub doupňák (Columba oenas). Ve vhodných skalních partiích se lze setkat se zmijí obecnou (Vipera berus), ještěrkou živorodou (Zootoca vivipara) nebo se slepýšem křehkým (Anguis fragilis). Jeskyně a skalní škvíry využívají jako úkryt některé druhy netopýrů. Byl lze zaznamenán vrápenec malý (Rhinolophus hipposideros), netopýr ušatý (Plecotus auritus), netopýr velký (Myotis myotis) a netopýr brvitý (Myotis emarginatus). Na území rezervace zasahuje též areál výskytu rysa ostrovida (Lynx lynx).

## Dostupnost chráněného území

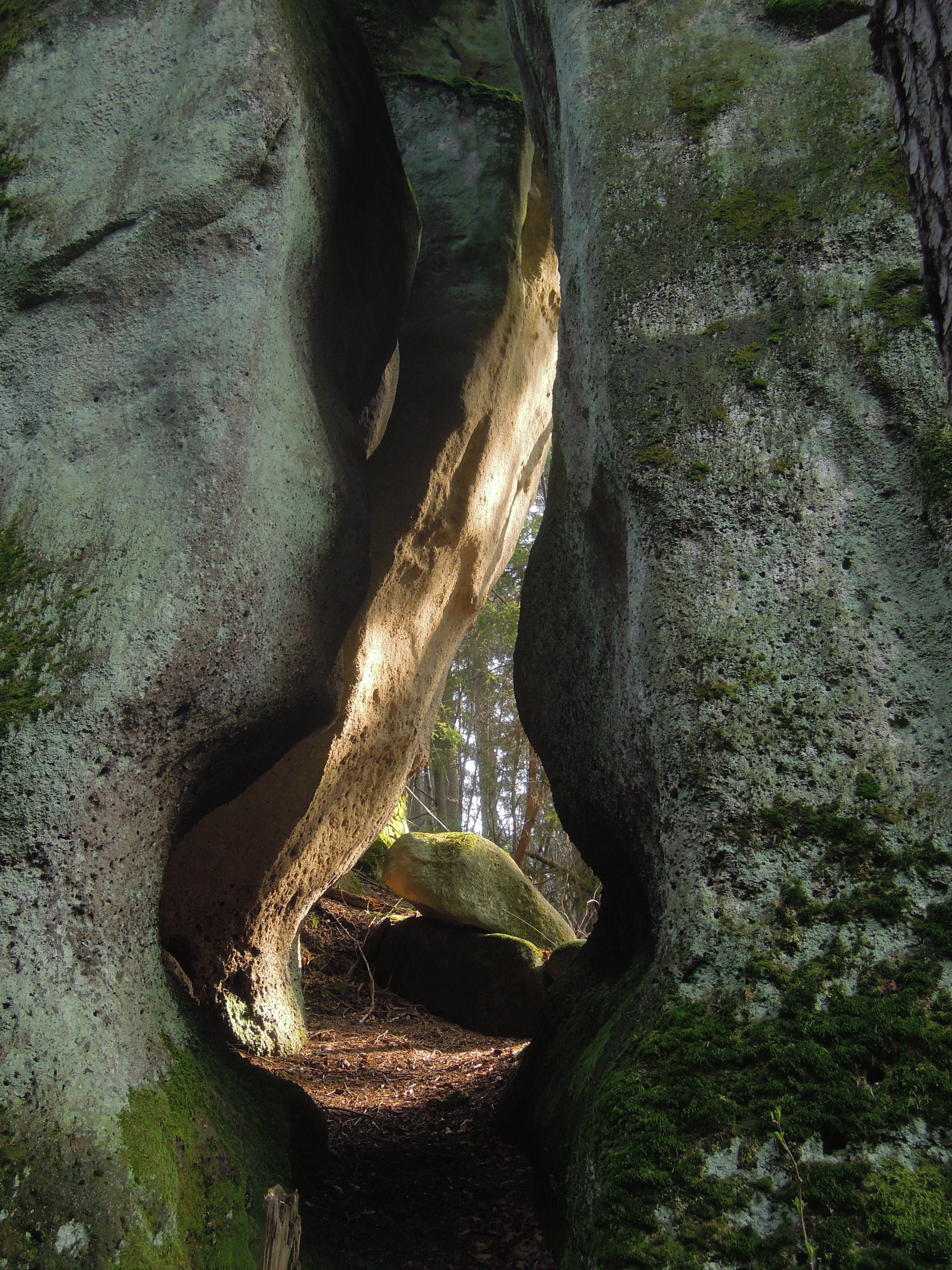
Pískovcové skály na Hradisku

Od severního okraje obce Pulčín je jižní hranice národní přírodní rezervace vzdálena po červeně značené turistické cestě 0,5 km. Od turistického rozcestí Pulčínské skály lze dále postoupit do středu rezervace po naučné stezce Javornický hřeben, která pokračuje severovýchodním směrem. Kolem zbytků skalního hradu Pulčín je možné dojít (po cca 800 metrech od uvedeného rozcestí) až na nejvyšší bod rezervace – vrchol Hradisko (773 m n. m.). Z důvodu vysoké návštěvnosti v rezervaci docházelo k erozi chodníků. Proto je hlavní přístupová cesta na Zámčisko částečně upravena a opatřena zábradlím.
Alternativní přístup je také ze severu od obce Zděchov po turistických stezkách přes Radošov – sedlo až na vrchol Hradiska.
Nejbližší železniční stanicí je Horní Lideč na mezinárodní železniční trati Hranice na Moravě – Púchov. Od nádraží jezdí autobusové spoje do zastávky Francova Lhota, Pulčín.